# Michael Keane
Michael Vincent Keane (Stockport, 11 gennaio 1993) è un calciatore inglese di origini irlandesi, difensore dell'Everton.
Nel 2012 è stato eletto miglior calciatore della squadra riserve del Manchester United.

## Biografia
Ha un fratello gemello, William, che gioca come attaccante nel Wigan Athletic.

## Caratteristiche tecniche
Gioca prevalentemente come difensore centrale, ma essendo duttile tatticamente, può giocare anche come terzino destro. Efficace in marcatura, possiede una buona abilità nel gioco aereo, oltre a essere forte fisicamente e abile nel gioco posizionale.

## Carriera

### Club
L'11 gennaio 2011, a 18 anni, firma il suo primo contratto professionistico con il Manchester Utd, esordendo contro l'Aldershot Town in Football League Cup (0-3), subentrando a Fryers nella ripresa. Nella stagione seguente gioca un paio di incontri di Coppa di lega, partendo da titolare contro il Newcastle Utd (2-1) venendo schierato come difensore centrale.
Il 5 novembre 2012 i Red Devils lo girano in prestito al Leicester City fino al 3 dicembre successivo: debutta il giorno dopo nella sfida di Championship contro il Bolton (0-0). In seguito il prestito viene prolungato dapprima al 2 gennaio 2013, poi alla fine dello stesso mese, ricevendo il permesso di giocare la FA Cup da parte dei mancuniani, e in seguito esteso fino al termine della stagione. Segna la sua prima rete in carriera contro l'Huddersfield Town (1-2), andando in gol anche in FA Cup contro il Cardiff City (1-1). A fine stagione conta 25 presenze e 3 reti, facendo ritorno a Manchester.
Il 28 novembre 2013, accetta l'offerta del Derby County, andando a giocare in prestito fino al 2 gennaio 2014. Debutta il 7 dicembre seguente, subentrando nella ripresa contro il Blackpool. Il 2 gennaio il Derby County decide di estendere il prestito di un altro mese, restituendo Keane ai mancuniani il 30 gennaio successivo. Nel settembre 2014 passa in prestito per pochi mesi al Burnley. Nel gennaio 2015 viene ceduto definitivamente dove firma un contratto di tre anni e mezzo con i clarets. Il 3 luglio 2017 viene ingaggiato dall'Everton per una cifra attorno ai 30 milioni di sterline, con cui firma un contratto quinquennale.. Il 17 agosto successivo, segna la sua prima rete nella partita di andata contro l'Hajduk Spalato vinta per 2-0 dall'Everton, valida per i preliminari di Europa League. Il 25 agosto 2018 realizza la sua prima rete in campionato, con la maglia dei Toffees nella partita giocata in trasferta contro il Bournemouth terminata 2-2.

### Nazionale
Esordisce con l'Under-17 irlandese il 21 marzo 2010, nel campionato europeo di categoria, contro i pari età della Finlandia (0-1). Si allena anche con l'Under-18 e l'Under-19 dell'Irlanda ma esprime il desiderio di giocare per l'Inghilterra. In seguito passa alla nazionale inglese, vestendo prima la maglia dell'Under-19 e in seguito quella dell'Under-21. Ha esordito con l'Under-19 in una partita contro la Slovenia, giocando anche il campionato europeo Under-19 e ha fatto il suo debutto con l'Under-21 subentrando nel secondo tempo a Wisdom, in una sfida contro l'Austria (4-0). Nell'ottobre 2016, viene convocato per la prima volta dal CT. Gareth Southgate in nazionale maggiore, sostituendo l'infortunato Glen Johnson.

## Statistiche

### Presenze e reti nei club
Statistiche aggiornate al 18 dicembre 2023
| Stagione              | Squadra               | Campionato            | Campionato | Campionato | Coppe nazionali | Coppe nazionali | Coppe nazionali | Coppe continentali | Coppe continentali | Coppe continentali | Altre coppe | Altre coppe | Altre coppe | Totale | Totale |
| Stagione              | Squadra               | Comp                  | Pres       | Reti       | Comp            | Pres            | Reti            | Comp               | Pres               | Reti               | Comp        | Pres        | Reti        | Pres   | Reti   |
| --------------------- | --------------------- | --------------------- | ---------- | ---------- | --------------- | --------------- | --------------- | ------------------ | ------------------ | ------------------ | ----------- | ----------- | ----------- | ------ | ------ |
| 2011-2012             | Manchester Utd        | PL                    | 0          | 0          | FACup+CdL       | 0+1             | 0               | UCL+UEL            | 0+0                | 0                  | CS          | 0           | 0           | 1      | 0      |
| lug.-nov. 2012        | Manchester Utd        | PL                    | 0          | 0          | FACup+CdL       | 0+2             | 0               | UCL                | 0                  | 0                  | -           | -           | -           | 2      | 0      |
| nov.-2012-giu. 2013   | Leicester City        | FLC                   | 22+2       | 2          | FACup+CdL       | 3+0             | 1+0             | -                  | -                  | -                  | -           | -           | -           | 27     | 3      |
| lug.-nov. 2013        | Manchester Utd        | PL                    | 0          | 0          | FACup+CdL       | 0+0             | 0               | UCL                | 0                  | 0                  | CS          | 0           | 0           | 0      | 0      |
| dic.-2013-gen. 2014   | Derby County          | FLC                   | 7          | 0          | FACup+CdL       | 1+0             | 0               | -                  | -                  | -                  | -           | -           | -           | 8      | 0      |
| gen.-giu. 2014        | Blackburn             | FLC                   | 13         | 3          | FACup+CdL       | 0+0             | 0               | -                  | -                  | -                  | -           | -           | -           | 13     | 3      |
| ago. 2014             | Manchester Utd        | PL                    | 1          | 0          | FACup+CdL       | 0+1             | 0               | -                  | -                  | -                  | -           | -           | -           | 2      | 0      |
| Totale Manchester Utd | Totale Manchester Utd | Totale Manchester Utd | 1          | 0          |                 | 4               | 0               |                    | 0                  | 0                  |             | 0           | 0           | 5      | 0      |
| set. 2014-2015        | Burnley               | PL                    | 21         | 0          | FACup+CdL       | 2+0             | 0               | -                  | -                  | -                  | -           | -           | -           | 23     | 0      |
| 2015-2016             | Burnley               | FLC                   | 44         | 5          | FACup+CdL       | 2+0             | 0               | -                  | -                  | -                  | -           | -           | -           | 46     | 5      |
| 2016-2017             | Burnley               | PL                    | 35         | 2          | FACup+CdL       | 4+0             | 0               | -                  | -                  | -                  | -           | -           | -           | 39     | 2      |
| Totale Burnley        | Totale Burnley        | Totale Burnley        | 100        | 7          |                 | 8               | 0               |                    | -                  | -                  |             | -           | -           | 108    | 7      |
| 2017-2018             | Everton               | PL                    | 30         | 0          | FACup+CdL       | 0+1             | 0               | UEL                | 7                  | 1                  | -           | -           | -           | 38     | 1      |
| 2018-2019             | Everton               | PL                    | 33         | 1          | FACup+CdL       | 1+1             | 0               | -                  | -                  | -                  | -           | -           | -           | 35     | 1      |
| 2019-2020             | Everton               | PL                    | 31         | 2          | FACup+CdL       | 0+3             | 0               | -                  | -                  | -                  | -           | -           | -           | 34     | 2      |
| 2020-2021             | Everton               | PL                    | 35         | 3          | FACup+CdL       | 2+4             | 0+1             | -                  | -                  | -                  | -           | -           | -           | 41     | 4      |
| 2021-2022             | Everton               | PL                    | 32         | 3          | FACup+CdL       | 4+2             | 0+0             | -                  | -                  | -                  | -           | -           | -           | 38     | 3      |
| 2022-2023             | Everton               | PL                    | 12         | 1          | FACup+CdL       | 0+2             | 0+0             | -                  | -                  | -                  | -           | -           | -           | 14     | 1      |
| 2023-2024             | Everton               | PL                    | 9          | 1          | FACup+CdL       | 0+3             | 0+0             | -                  | -                  | -                  | -           | -           | -           | 12     | 1      |
| 2024-2025             | Everton               | PL                    | 9          | 2          | FACup+CdL       | 0+2             | 0+0             | -                  | -                  | -                  | -           | -           | -           | 11     | 2      |
| Totale Everton        | Totale Everton        | Totale Everton        | 191        | 13         |                 | 25              | 1               |                    | 7                  | 1                  |             | -           | -           | 223    | 15     |
| Totale carriera       | Totale carriera       | Totale carriera       | 336        | 25         |                 | 41              | 2               |                    | 7                  | 1                  |             | 0           | 0           | 373    | 28     |

### Cronologia presenze e reti in nazionale
| Cronologia completa delle presenze e delle reti in nazionale ― Inghilterra | Cronologia completa delle presenze e delle reti in nazionale ― Inghilterra | Cronologia completa delle presenze e delle reti in nazionale ― Inghilterra | Cronologia completa delle presenze e delle reti in nazionale ― Inghilterra | Cronologia completa delle presenze e delle reti in nazionale ― Inghilterra | Cronologia completa delle presenze e delle reti in nazionale ― Inghilterra | Cronologia completa delle presenze e delle reti in nazionale ― Inghilterra | Cronologia completa delle presenze e delle reti in nazionale ― Inghilterra |
| Data                                                                       | Città                                                                      | In casa                                                                    | Risultato                                                                  | Ospiti                                                                     | Competizione                                                               | Reti                                                                       | Note                                                                       |
| -------------------------------------------------------------------------- | -------------------------------------------------------------------------- | -------------------------------------------------------------------------- | -------------------------------------------------------------------------- | -------------------------------------------------------------------------- | -------------------------------------------------------------------------- | -------------------------------------------------------------------------- | -------------------------------------------------------------------------- |
| 22-3-2017                                                                  | Dortmund                                                                   | Germania                                                                   | 1 – 0                                                                      | Inghilterra                                                                | Amichevole                                                                 | -                                                                          |                                                                            |
| 26-3-2017                                                                  | Wembley                                                                    | Inghilterra                                                                | 2 – 0                                                                      | Lituania                                                                   | Qual. Mondiali 2018                                                        | -                                                                          |                                                                            |
| 5-10-2017                                                                  | Wembley                                                                    | Inghilterra                                                                | 1 – 0                                                                      | Slovenia                                                                   | Qual. Mondiali 2018                                                        | -                                                                          | 85’                                                                        |
| 8-10-2017                                                                  | Vilnius                                                                    | Lituania                                                                   | 0 – 1                                                                      | Inghilterra                                                                | Qual. Mondiali 2018                                                        | -                                                                          |                                                                            |
| 15-11-2018                                                                 | Londra                                                                     | Inghilterra                                                                | 3 – 0                                                                      | Stati Uniti                                                                | Amichevole                                                                 | -                                                                          |                                                                            |
| 22-3-2019                                                                  | Londra                                                                     | Inghilterra                                                                | 5 – 0                                                                      | Rep. Ceca                                                                  | Qual. Euro 2020                                                            | -                                                                          |                                                                            |
| 25-3-2019                                                                  | Podgorica                                                                  | Montenegro                                                                 | 1 – 5                                                                      | Inghilterra                                                                | Qual. Euro 2020                                                            | 1                                                                          |                                                                            |
| 7-9-2019                                                                   | Londra                                                                     | Inghilterra                                                                | 4 – 0                                                                      | Bulgaria                                                                   | Qual. Euro 2020                                                            | -                                                                          | 30’                                                                        |
| 10-9-2019                                                                  | Southampton                                                                | Inghilterra                                                                | 5 – 3                                                                      | Kosovo                                                                     | Qual. Euro 2020                                                            | -                                                                          |                                                                            |
| 11-10-2019                                                                 | Praga                                                                      | Rep. Ceca                                                                  | 2 – 1                                                                      | Inghilterra                                                                | Qual. Euro 2020                                                            | -                                                                          |                                                                            |
| 8-10-2020                                                                  | Londra                                                                     | Inghilterra                                                                | 3 – 0                                                                      | Galles                                                                     | Amichevole                                                                 | -                                                                          | 58’                                                                        |
| 12-11-2020                                                                 | Londra                                                                     | Inghilterra                                                                | 3 – 0                                                                      | Irlanda                                                                    | Amichevole                                                                 | -                                                                          |                                                                            |
| Totale                                                                     |                                                                            | Presenze                                                                   | 12                                                                         |                                                                            | Reti                                                                       | 1                                                                          |                                                                            |

## Palmarès

### Club

#### Competizioni giovanili
- FA Youth Cup: 1

Manchester Utd: 2010-2011

#### Competizioni nazionali
- Football League Championship: 1

Burnley: 2015-2016